# Stadtsanierung

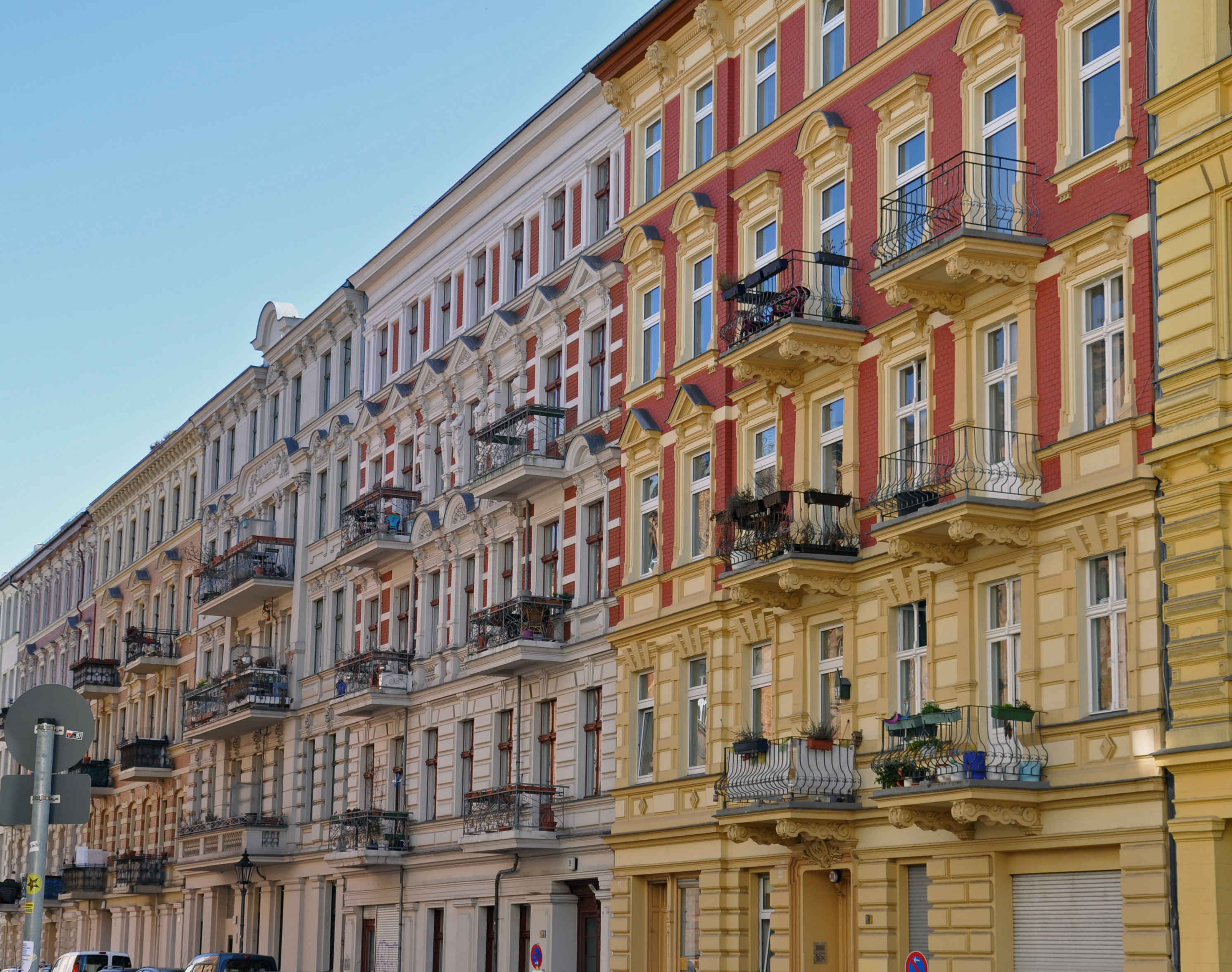
Idealtypische behutsame Altbausanierung (Berlin-Kreuzberg 61, Arndtstraße)

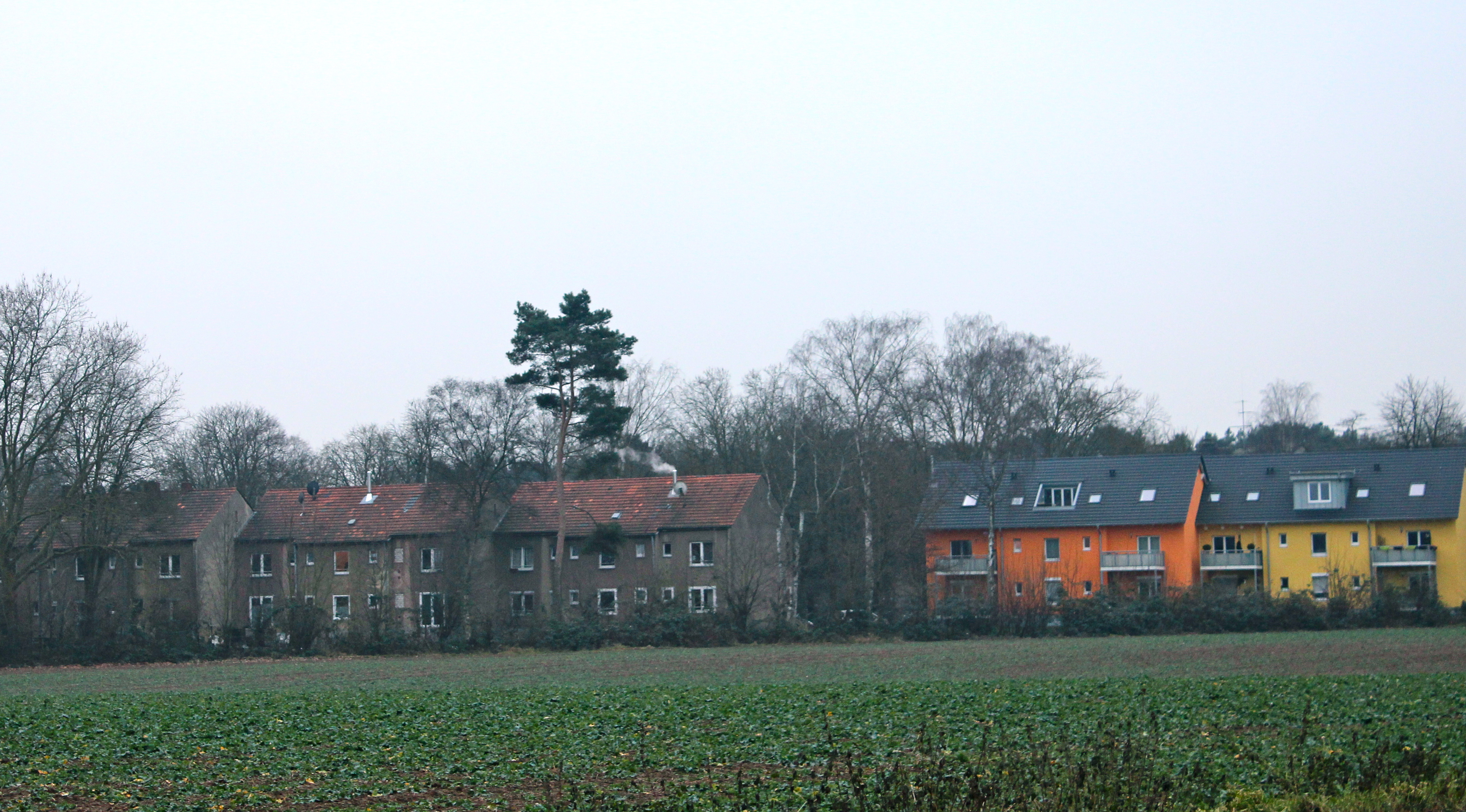
Mau-Mau-Siedlung in Köln-Dünnwald während der Sanierung 2015

Stadtsanierung – manchmal auch als Stadterneuerung bezeichnet – hat die Beseitigung städtebaulicher Mängel und nicht selten auch sozialer Missstände in Stadtbereichen zum Ziel, die dann zu Sanierungsgebieten erklärt werden. Demzufolge bedeutet der Begriff Altstadtsanierung oder Quartiersanierung die Durchführung umfassender planungs- und bauordnungsrechtlicher Maßnahmen, um die Qualität eines Stadtbereichs zu verbessern. Grundlage für diese Sanierungsform ist das Sanierungsrecht im Baugesetzbuch. Eine umfassendere Planung bezieht auch die Verkehrsplanung mit ein. Andererseits können verkehrsplanerische Vorhaben Anlass für eine städtebauliche Sanierung sein.

## Sanierungsfolgen
Die Sanierung solcher Viertel geht aufgrund der deutlichen Mieterhöhung oft mit der sozialen Verdrängung ganzer Bevölkerungsgruppen einher. Geschieht dies in großem Maßstab und ohne Ausgleich, besteht die Gefahr der Slumbildung oder Ghettoisierung in Stadtrandquartieren mit geringeren baulichen Standards.
Da der Standard der sanierten Quartiere durch die Maßnahmen erheblich steigt (Sanierungsziel), steigen auch die Kaltmieten (dagegen sinken durch energetische Sanierung die Heizkosten). Höhere Warmmieten können einen gehobenen sozialen Status der Bewohnerstruktur zur Folge haben und zu Vorzeige- oder Edelquartieren führen (siehe auch Gentrifizierung).

## Sanierungsgebiet
Ein Sanierungsgebiet kann seit 1971 gemäß Baugesetzbuch durch die Gemeinde förmlich festgesetzt werden, wenn die im Baugesetzbuch beschriebenen Mängel eines Quartiers festgestellt wurden. Im Rahmen städtebaulicher Sanierungsmaßnahmen werden teilweise auch die Maßnahmen privater Bauherren gefördert bzw. die Stadt versucht umgekehrt, diese finanziell an den Kosten zu beteiligen.
Bis in die 1950er Jahre war der Begriff „Sanierung“ in Deutschland als einer Alternative zu „Abriss“ ungebräuchlich. Die Zerstörungen nach dem Zweiten Weltkrieg führten zunächst notgedrungen zu einer Reparatur bzw. Wiederverwendung der noch brauchbaren Substanz. Der erhöhte Wohnungsbedarf führte dann in den urbanen Randzonen zum Bau von „Trabantenstädten“.

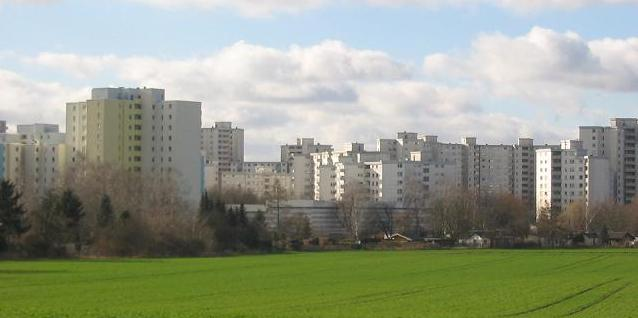
Panorama Märkisches Viertel

In Berlin entstand 1955–1960 das Hansaviertel. Neubauten konzentrierten sich in der Folge ab Ende der fünfziger Jahre auf die Außenbezirke. So entstanden 1963–1974 das Märkische Viertel und 1962–1975 die Gropiusstadt.
Doch die Kostensteigerungen in den 1960er Jahren bei der Errichtung von Neubaukomplexen in den Außenbereichen – es mussten die komplette Verkehrs- und Versorgungsnetze mit errichtet werden –, führten zur Überlegung, durch den Abriss von Altbauvierteln günstiger voranzukommen. Die dortigen Bereiche wurden zu „Sanierungsgebieten“ erklärt und: „Im Jahre 1963 wurde in Berlin-West das Erste Stadterneuerungsprogramm verkündet. Erneuerung bedeutete dabei zunächst fast ausschließlich Abriß und Neubau.“ Dazu wurden auch Argumente der Jahrhundertwende aufgegriffen:

„Die ‚Mietskasernenstadt‘ wurde wie kein anderer Stadttyp in der Geschichte der Architektur verteufelt, sie verkörperte in der Optik der städtebaulichen Moderne die Un-Stadt schlechthin, die barbarische Verschmelzung von Menschenverachtung und Häßlichkeit. […] Ab den 1960er Jahren diente dieses Bild als argumentative Grundlage zur Flächensanierung: der nun möglichen ‚praktischen Umsetzung der Kritik‘.“

„Dazu war tabula rasa nötig: Die alte Stadt musste komplett weichen. Ganze Stadtteile wurden abgerissen und durch völlig neue Strukturen ersetzt. […] Bestehende Gebäude – auch guter Qualität – wurden bewusst dem Verfall preisgegeben, um alsbald durch Büro-Hochhäuser ersetzt zu werden (z. B. Frankfurt-Westend). Die Stadtentwicklung der 1960er und 1970er Jahre war durch weitgehende Ignoranz gegenüber dem historischen Bestand geprägt.“
Doch die Kritik an der auch Kahlschlagsanierung genannten Methode verbreitete sich allmählich auch in Planung und Politik und 1971 trat als allgemeine Rechtsgrundlage das Städtebauförderungsgesetz (StBauFG) in Kraft: Es wurden „erheblich erweiterte Ansprüche an die Qualität der vorbereitenden Untersuchungen und der gesamten Planung gestellt“, erstmals werden mit „die Betroffenen“ nicht mehr nur Eigentümer bezeichnet und es wurden „Bundesmittel für die Förderung“ ermöglicht – es gab jedoch noch „erhebliche Unsicherheiten in Bezug auf die Möglichkeiten der Instandsetzung und Modernisierung.“

## Sanierungspolitik
Eine Ausweisung von Sanierungsgebieten bedeutete in ihrer ursprünglichen Logik die Anwendung der Flächensanierung, die eine Bewahrung vorhandener Bausubstanz nur in Ausnahmefällen dulden konnte. Dabei wurden teilweise auch historische Stadtkerne zerstört. Gegen Ende der siebziger Jahre spitzten sich die Auseinandersetzungen jedoch erheblich zu, da die blockweise Zerstörung fortgesetzt wurde. Der Widerstand führte Anfang der 1980er Jahre nicht nur in Berlin durch Hausbesetzungen und das von Architekten und Planern neu entwickelte Konzept der Behutsamen Stadterneuerung zum Stopp der „Kahlschlagsanierung“ (H.-W. Hämer).

### Frühe, behutsame Ansätze

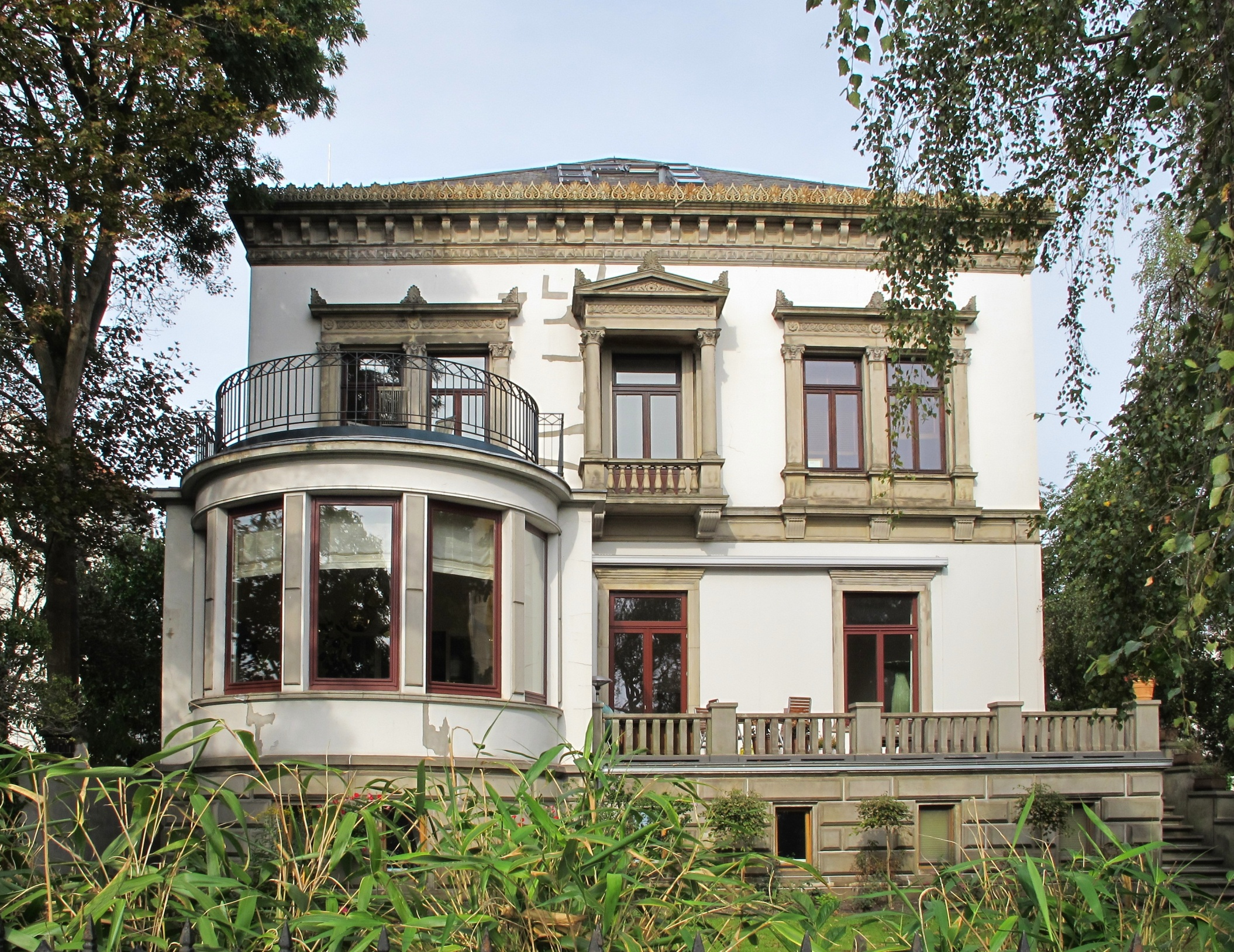
Villa Büsing in Bremen, an der Ecke Mozartstraße/Osterdeich – im Planungsgebiet der „Mozarttrasse“

So begannen in Bremen in den 1960er Jahren verkehrspolitische Planungen zum Bau einer etwa 120 Meter breite Schneise entlang der Mozartstraße mit Anschlüssen zum Rembertikreisel auf der einen Seite und zu einer neuen Brücke in die Neustadt auf der anderen Seite: die Mozarttrasse. Durch diese Planungen sollte die bremische Innenstadt weitgehend von motorisierten Verkehr freigehalten und das erwartete steigende Verkehrsaufkommen zügig durchgeleitet werden. Entlang der Tangenten war eine Hochbebauung mit bis zu 28 Stockwerken vorgesehen. Diese Überlegungen wurden 1971 durch ein Sanierungskonzept Ostertorviertel konkretisiert. Erst nach langer Diskussion stimmte die Mehrheit in der Bremischen Bürgerschaft Ende 1973 gegen das Projekt. 2009 erhielt der alternative Arbeitskreis Ostertorsanierung eine Auszeichnung, um damit Menschen zu ehren, „die sich durch ihr Engagement für das historische Stadtbild, für die städtebauliche und baukünstlerische Entwicklung und für die Vermittlung baukünstlerischer Werte – insbesondere in Bremen – verdient gemacht haben“. Am Vorbild von Bremen orientierten sich auch Bürgerinitiativen in Regensburg, wo zwischen 1960 und 1980 ebenfalls die Verwirklichung innerstädtischer verkehrspolitischer Großplanungen verhindert und der Erhalt der mittelalterlichen Altstadt von Regensburg, die 2006 zum UNESCO-Welterbe ernannt wurde, gesichert werden konnte.

„Anders als in den sechziger Jahren entwickelte sich seit etwa 1973 eine breite städtische Opposition gegen die Stadterneuerungspolitik, die von einer kulturellen Umwertung der Viertel der Kaiserzeit begleitet wurde.“

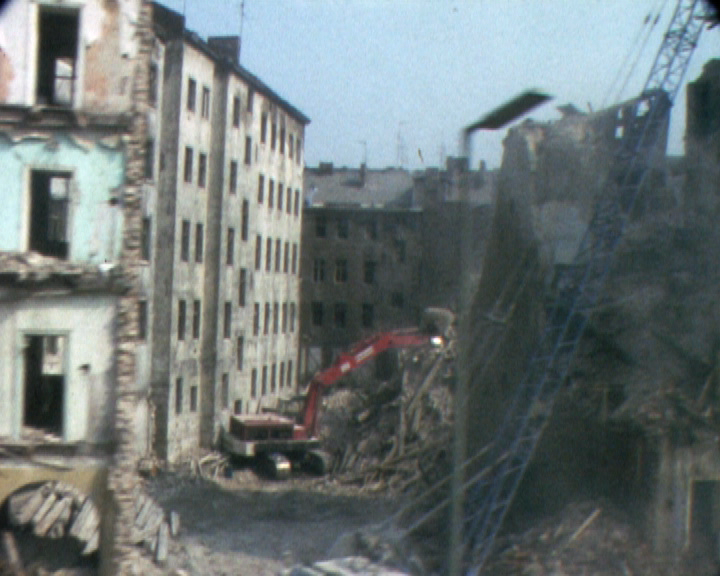
Abriss des Block 104 in Kreuzberg

Ein weiteres Beispiel war 1974 das „Neue Kreuzberger Zentrum“ (NKZ) am Kottbusser Tor –; dazu kamen ausufernde Autobahnbaupläne (1976 aufgegeben) und durch die Praxis der langfristig angelegten „Entmietung“ …

„standen in West-Berlin tausende Wohnungen leer, während 80.000 Haushalte mit Wohnberechtigungsschein dringend eine Wohnung suchten. Diese offensichtliche Diskrepanz veranlaßte – zuerst in Kreuzberg – einzelne Gruppen, leerstehende Häuser zu besetzen und sie wieder bewohnbar zu machen – instandzubesetzen. […] Im Mai 1981 waren 168 Häuser in Berlin besetzt, davon 86 in Kreuzberg“

### Behutsame Stadtsanierung (Berlin)
Eine Ablösung des flächendeckenden Prinzips konnte nur durch Sanierungsmaßnahmen erfolgen, die unter differenzierter Bewertung der Bausubstanz jedes Einzelgebäudes im Zusammenhang mit den entsprechend behandelten Bauten des Umfeldes stehen mussten. Entsprechend mussten die sozialen Aspekte geregelt und die Arbeitsorganisation vorgenommen werden. Davon abgeleitet waren die Gegenargumente: Zu komplizierte Verfahren = lange Dauer („weil das Gerede für das Abstimmen Zeit koste …“) und vielfach höhere Kosten.
Hardt-Waltherr Hämer – seit 1979 Planungsdirektor der Internationalen Bauausstellung (IBA) im Zentrum des Kreuzberger Sanierungsgebietes mit 12.000 ‚Entmietern‘ und einigen hundert gekündigten Betrieben – gelang es, ein neues Konzept gegen die Flächensanierung zu entwickeln (und auch zu kalkulieren): Die Behutsame Stadterneuerung. Sein Mitautor U. Kohlbrenner sah die Entwicklung und die politische Durchsetzung des Konzeptes in einer neuen Reflexion von Planern und Architekten, dem Engagement der Bewohner und auch von Mitarbeitern in den beteiligten Behörden: Es „gelang erst, nachdem sich Anfang der achtziger Jahre die Widersprüche [… nach] der grundsätzlichen Infragestellung der bisherigen Stadterneuerungspraxis spektakulär in Hausbesetzungen entladen hatten. Die veränderte Form der Stadterneuerung mußte erkämpft werden.“ (Kohlbrenner, S. 54.)
„Die Zwölf Grundsätze der behutsamen Stadterneuerung wurden 1981 veröffentlicht; im Frühjahr 1982 gelang es […] die politische Zustimmung des Bezirks Kreuzberg zu erlangen. Im März 1983 nahm das Abgeordnetenhaus schließlich diese Grundsätze als Leitlinie zur Kenntnis.“ Im Zusammenhang mit der ebenfalls im März 1983 gegründeten alternativen Stadtentwicklungsgesellschaft Stattbau gelang auch die Sanierung und Legalisierung besetzter Häuser in Berlin.
Hämer gelang es, in einer umfassenden Bilanz nachzuweisen, dass bei der Flächensanierung von der Entscheidung über Entmietung, über Abriss und Neubau bis zum (Wieder-)Einzug der Bewohner sieben Jahre benötigt wurden, – beim neuen Konzept „braucht die Erneuerung zwar immer noch zu lange, etwa zwei Jahre …“.
Anlässlich der Internationalen Bauausstellung 1984/87 wurden in Berlin Ergebnisse gezeigt. Die Vorderhäuser der Berliner Blockrandbebauung blieben saniert erhalten und die Hinterhäuser durften nur im Falle unzumutbarer Wohnverhältnisse im Hinblick auf „Licht, Luft und Sonne“ abgerissen werden.
Im Jahre 1990, der Veröffentlichung von Stadterneuerung Berlin – Erfahrungen, Beispiele, Perspektiven, wurde mit berechtigten Hoffnungen, doch auch mit einer gewissen Skepsis über die Fortdauer des Konzeptes der behutsamen Stadterneuerung „unter den neuen Herausforderungen [… einer] durch die Beseitigung der Mauer veränderten Stadtstruktur“ nachgedacht. Das neue Konzept wurde jedoch auf Ost-Berlin übertragen und prägt Methoden und die Bürgerbeteiligung an Vorhaben bis heute.

### Schweinfurter Modell

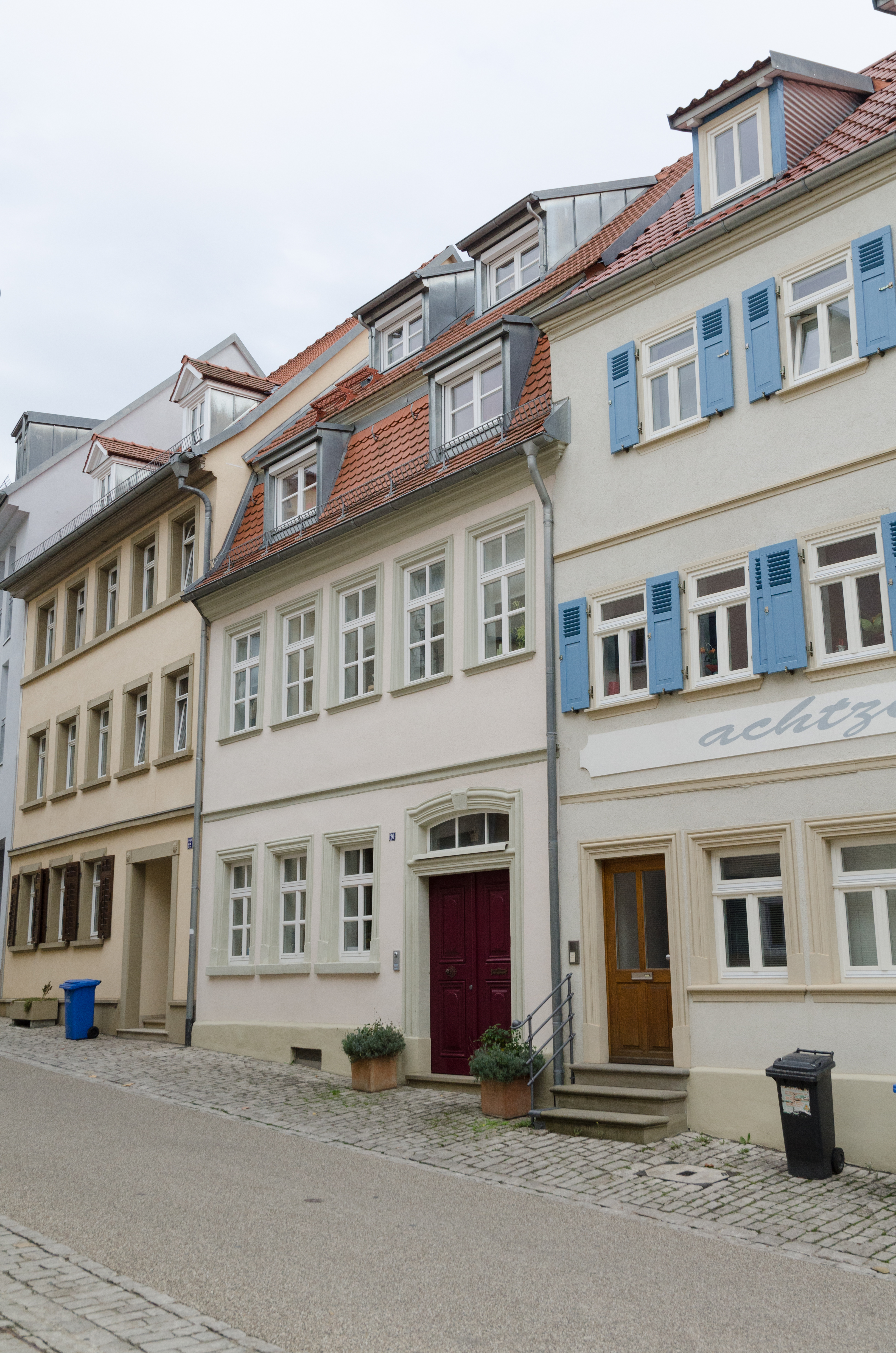
Schweinfurter Modell: Krumme Gasse nach der Altstadtsanierung

Die Altstadtsanierung nach dem sogenannten Schweinfurter Modell findet bundesweit Nachahmer. Die Stadt Schweinfurt kauft seit den 1980er Jahren in Altstadt-Sanierungsgebieten die „hoffnungslosen Fälle“, macht diese durch Grundstücksordnung, Abrisse von Nebengebäuden, Grund- oder Teilsanierungen und geprüften Nutzungsvorschlägen attraktiv und sorgt für ein überschaubares Risiko beim Kauf.

## Historisches
Ab etwa 1830 (als die Cholera aus Russland nach Westeuropa kam) wurden viele Städte nach Cholera-Epidemien saniert. Abwasser-Leitungssysteme wurden gebaut und die Trinkwasserversorgung wurde verbessert. Die Choleraepidemie von 1892 in Hamburg war der letzte große Cholera-Ausbruch in Deutschland. Die Maßnahmen zur Assanierung verschiedener Städte wurde nach 1900 in einer von Theodor Weyl herausgegebenen Reihe dargestellt.